# アクト青山ドラマティック・スクール
アクト青山ドラマティックスクールは1979年、渥美国泰によって設立された本格的な演劇活動を目指すための私設俳優養成所。

千田是也・青山杉作の俳優術を踏襲した渥美がその本格的でアカデミックなメソッドを次世代の俳優に伝えるために設立された養成所であり、新劇の台詞術の基本と職業俳優における肉体術を徹底して学ぶための養成機関である。2009年までに200人もの俳優を舞台・映画・TVに送り出し、第一線において活躍させている。石田純一もここの門下生だった。

渥美の死後（2009年2月以降）は、後継者である小西優司が指導者となり、養成機関と同時に演劇集団アクト青山を立ち上げ、これまでのメソッドの踏襲とともに劇団としての活動を行っている。公演の内容は基本的には近代劇が中心であり、岸田國士・森本薫などの日本人作家とチェーホフなどのロシア劇、ほかに清水邦夫や書下ろしの新作なども多数上演されている。演出は小西優司。

公演は主に、春公演（3月）・秋公演（9月）とアトリエ公演（5月・11月）が行われており現在25名ほどが所属している。

この2010年3月公演は『渥美國泰追悼公演』と題してチェーホフの『桜の園』を三鷹・武蔵野芸能劇場にて上演する。